# Григорьево (Чагодощенский район)
Григорьево — деревня в Чагодощенском районе Вологодской области.
Входит в состав Лукинского сельского поселения, с точки зрения административно-территориального деления — в Лукинский сельсовет.
Расстояние по автодороге до районного центра Чагоды — 39 км, до центра муниципального образования деревни Анишино — 2 км. Ближайшие населённые пункты — Анишино, Бабушкино, Красная Горка.
По переписи 2002 года население — 5 человек.